# 민주당 (1996년 일본)

민주당(일본어: 民主党, みんしゅとう)은 1996년부터 1998년까지 존속했던 일본의 정당이다. 1998년에 재창당한 민주당과 구별하기 위해 구 민주당(旧民主党)으로 불리기도 한다. 거대 보수 야당인 신진당의 결성에 맞서 사회당과 신당 사키가케 출신의 정치인들이 모여 결성하였다. 1996년 총선에서 선전하였으며 이후 1998년 다른 정당과 합당을 통해 민주당을 재창당하였다. 창당에 앞장섰던 하토야마 유키오와 간 나오토는 뒷날 총리에 취임하였다.

## 역사
1993년 제40회 일본 중의원 의원 총선거에서 1당을 차지한 자민당이 과반 의석 확보에 미달하게 되고, 8개 군소정당이 비자민 연립 정권을 탄생시켰다. 하지만 연립정권은 10개월인 1994년에 무너지고, 정권은 다시 자민당으로 넘어갔다.
이 과정에서 자민당 탈당파들로 구성된 신당 사키가케에 있던 하토야마 유키오, 간 나오토 등의 의원들이 사회당의 일부 의원을 규합해 결성한 것이 민주당이었다. 출범 당시 "관료에 의존하는 이권정치와의 결별", "지역주권 사회 실현" 등의 슬로건을 내걸었지만, 자민당의 일당 지배로 정권교체는 물론 소수정당으로만 남아 있었다.
이음해인 1997년 11월, 자민당에 이은 제2정당이었던 신진당이 해체되면서 민정당, 신당우애 등의 군소정당이 탄생했다. 1998년 4월에는 민주당이 이들 정당을 흡수 통합하여 민주당을 재창당하게 되었다.

## 역대 선거 결과

### 중의원
| 선거        | 의석     | 득표율 |
| ----------- | -------- | ------ |
| 1996년 선거 | 52 / 500 | 16.10% |

## 같이 보기
- 민주당 (일본, 1998년) - 1998년부터 2016년까지 존속한 정당